# Péninsule de Falsterbo
La péninsule de Falsterbo (Falsterbonäset en suédois) est une péninsule située dans la commune de Vellinge, dans le comté de Scanie, en Suède. Au niveau municipal, elle est partagée entre les localités de Skanör med Falsterbo, de Ljunghusen et de Höllviken. Depuis l'ouverture du canal de Falsterbo (en) en 1941, elle est techniquement devenue une île.
Elle est baignée au nord par le détroit de l'Øresund (Cattégat) et au sud par la mer Baltique. Pour l'Organisation hydrographique internationale (OHI), à travers sa publication Limits of Oceans and Seas (3e édition, 1953), elle constitue avec le phare de Stevns, sur l'île danoise de Seeland, un des deux points de repère servant de limite géographique pour la mer Baltique au niveau de l'Øresund.